# Гольдштейн, Софья Ноевна
Софья Ноевна Гольдштейн (1902—1987) — советский искусствовед и музейный работник, заведующий отделом живописи второй половины XIX века Государственной Третьяковской галереи (1939—1983), автор ряда книг и статей по истории русского искусства, кандидат искусствоведения.

## Биография
С 1924 по 1983 год Софья Гольдштейн была научным сотрудником Государственной Третьяковской галереи, с 1939 года была заведующим отделом живописи второй половины XIX века. В 1954 году защитила кандидатскую диссертацию по теме «И. Н. Крамской» и получила учёную степень кандидата искусствоведения.
В 1941 году, после начала Великой Отечественной войны, Софья Гольдштейн занималась подготовкой экспонатов Третьяковской галереи для эвакуации. Впоследствии она вспоминала: «Подготовка к эвакуации шла параллельно с обычной популяризационной работой: зрители были в наших залах каждый день. <…> Очень хорошо помнится такой эпизод: мы в одном из залов пакуем и пломбируем очередные ящики, а в соседнем зале, Васнецова, идёт экскурсия для отбывающих на фронт солдат». Летом 1942 года Гольдштейн прибыла в Новосибирск, где был открыт филиал галереи. В 1975 году были опубликованы её воспоминания «Государственная Третьяковская галерея в Новосибирске».
Софья Гольдштейн написала ряд монографий и статей, посвящённых истории русского искусства второй половины XIX — начала XX веков, а также творчеству художников Василия Сурикова, Ивана Крамского и других. Отдельная публикация посвящена полотну Василия Сурикова «Боярыня Морозова». По мнению искусствоведа Галины Васильевой-Шляпиной, Гольдштейн «написала о „Боярыне Морозовой“ так, как никто сейчас не напишет», — «это образец профессионального анализа картины, крупной большой суриковской картины». Искусствовед Галина Чурак писала, что «необходимо специально отметить тот огромный вклад, который внесён в изучение суриковского наследия Софьей Ноевной Гольдштейн». По её словам, вклад Гольдштейн, включающий в себя концепции выставок Сурикова, их организацию и осуществление, исследование произведений художника и связанные с его творчеством публикации, — «это та большая работа, которая делалась ею и без которой наши знания о художнике были бы существенно неполными».
Софья Гольдштейн также является автором нескольких глав 13-томного издания «История русского искусства», вышедшего в 1953—1969 годах. В частности, для 2-й книги 9-го тома («Русское искусство второй половины XIX века») она написала главы «Историческая живопись» (с. 143—175, совместно с О. А. Лясковской), «И. Н. Крамской» (с. 176—216) и «Развитие бытового жанра в 1870—1880-е годы» (с. 300—361).

## Сочинения С. Н. Гольдштейн
- В. И. Суриков. — М.: Государственная Третьяковская галерея, 1941
- В. Суриков. — М.: Государственный музей изобразительных искусств имени А. С. Пушкина, 1950
- Государственная Третьяковская галерея. Краткий исторический очерк. — М.: Искусство, 1956
- Иван Николаевич Крамской. Жизнь и творчество. — М.: Искусство, 1965
- Иван Николаевич Крамской. Письма, статьи : в 2 т. Т. 2 / подгот. к печати, примеч. С. Н. Гольдштейн. - Москва : Искусство, 1966. - С. 394-395.
- Картина В. И. Сурикова «Боярыня Морозова». История создания. — Л.: Художник РСФСР, 1972
- Василий Иванович Суриков. Письма. Воспоминания о художнике. — Л.: Искусство (Ленинградское отделение), 1977 (автор вступительной статьи и составитель)
- Товарищество передвижных художественных выставок. Письма, документы. 1869—1899. — М.: Искусство, 1987 (составитель)

## Награды
- Орден Трудового Красного Знамени (11 мая 1956 года) — «за большие заслуги в деле пропаганды русского и советского изобразительного искусства и в связи со 100-летием со дня основания Государственной Третьяковской галереи»[10].